# Split-Pi-Wandler
Als Split-Pi-Wandler (englisch Split-Pi) bezeichnet man in der Elektronik eine elektronische Schaltung, die eine elektrische Gleichspannung in eine andere elektrische Gleichspannung wandeln kann.
Die Höhe der Ausgangsspannung des Gleichspannungswandlers kann dabei wie beim Kaskadierten Ab- und Aufwärtswandler sowohl größer als auch kleiner sein, als die ursprüngliche Eingangsspannung. Die Ausgangsspannung hat dabei stets dasselbe Vorzeichen wie die Eingangsspannung, weshalb der Split-Pi-Wandler zur Gruppe der nicht invertierenden Gleichspannungswandler gezählt wird.
Das Hauptmerkmal des Split-Pi-Wandlers ist die eingefügte Zwischenkreis-Kapazität, die zum einen als Energiespeicher fungieren kann und zum anderen periodische Stromunterbrechungen puffert. Ein- und Ausgang führen hingegen bei diesem Wandler immer unterbrechungsfreie Ströme, was Vorteile hinsichtlich EMV-Eigenschaften und Ripplefreiheit bietet.

## Namensherkunft und Aufbau

Prinzipschaltbild des Split-Pi-Wandlers

Der Name des Split-Pi-Wandlers ist angelehnt an die Schaltung eines Pi-Filters, welcher in der Schaltung des Wandlers mithilfe von Halbleiterschaltern und dem Zwischenkreiskondensator aufgeteilt (englisch Split) wird. Der Kaskadierte Ab-Aufwärtswandler besitzt hingegen nur eine Speicherdrossel und keinen Zwischenkreiskondensator, ähnelt also einem nicht geteilten Pi-Filter.
Der Split-Pi-Wandler ist eine Kettenschaltung zweier Synchronwandler, wobei der erste Synchronwandler umgekehrt – also gespiegelt – eingesetzt wird und die Zwischenspannung des Wandlers mittels zusätzlichem Kondensator gestützt wird. Der Wandler besteht somit aus zwei Induktivitäten, die als aktiver Energiespeicher mithilfe von vier bidirektionalen Halbleiterschaltern zyklisch mit Energie geladen und entladen werden. Die beiden äußeren Kondensatoren dienen – wie bei jedem Gleichspannungswandler – als Pufferkondensatoren und glätten die jeweilige Spannung.
Da in der Eingangsleitung und Ausgangsleitung eine Induktivität vorhanden ist, ist sowohl der Eingangsstrom als auch der Ausgangsstrom kontinuierlich.
Der zentrale Kondensator ist ein Wesensmerkmal des Split-Pi-Wandlers. Er dient, wenn nur ein Wandlerteil aktiv ist, lediglich als Filterkondensator. Wenn beide Wandler aktiv sind, muss er stets eine höhere Spannung als die höchste Ein- und Ausgangsspannung haben. Die Spannung, die am Kondensator anliegt, ist über die Tastverhältnisse der Synchronwandler frei wählbar und nur durch die Bauelemente begrenzt. Daher kann hier zum Beispiel ein Doppelschichtkondensator zur Energie-Zwischenspeicherung eingesetzt werden.

## Funktion
Der Split-Pi-Wandler kann prinzipiell auch mit nur einem der Synchronwandler arbeiten. Typische Anwendungen benutzen jedoch beide Wandler, wodurch die Spannung des Zwischenkreises gesteuert werden kann und muss.

### Betrieb nur eines Synchronwandlers
Zum besseren Verständnis wird der Betrieb nur eines der Synchronwandler angenommen.

#### Betrieb mit unidirektionaler Energieflussrichtung
Wird an einem Anschluss UA eine Spannungsquelle angeschlossen und am anderen Anschluss UB eine Last, so kann die Spannung an der Last durch die Wahl des aktiven und passiven Synchronwandlers beliebig gesteuert werden.
Soll die Spannung an der Last kleiner sein als die Spannung der Spannungsquelle, so wird der Synchronwandler A mit einem Spannungsübersetzungsverhältnis von 1 betrieben (oberer Schalter bleibt geschlossen) und der Synchronwandler B mit dem gewünschten Pulsweitenverhältnis getaktet. Der gesamte Split-Pi-Wandler arbeitet somit als synchroner Abwärtswandler, dessen Ausgangsspannung vom Pulsweitenverhältnis des Synchronwandler B abhängt.
Soll die Spannung Last größer sein als die Spannung der Spannungsquelle, so wird Synchronwandler B mit einem Spannungsübersetzungsverhältnis von 1 betrieben (der obere Schalter bleibt geschlossen) und der Synchronwandler A mit dem gewünschten Pulsweitenverhältnis getaktet. Der Split-Pi-Wandler arbeitet somit als synchroner Aufwärtswandler, dessen Ausgangsspannung nun vom Pulsweitenverhältnis des Synchronwandler A abhängt.

#### Betrieb mit bidirektionaler Energieflussrichtung
Da der Split-Pi-Wandler symmetrisch ist und die Energieflussrichtung bidirektional, ist es unerheblich, welcher Anschluss als Eingang und welcher als Ausgang definiert wird.
Wird an jedem Anschluss des Split-Pi-Wandlers eine Spannungsquelle angeschlossen, so kann – wie beim einfachen Synchronwandler auch – die Stromflussrichtung durch die Wahl des Pulsweitenverhältnisses bestimmt werden. Im Gegensatz zum einfachen Synchronwandler ist es bei diesem Wandler jedoch unerheblich, welche Höhe die jeweilige Spannung hat. Abhängig von Höhe der jeweiligen Spannungen der Spannungsquellen wird der jeweils aktive und passive Synchronwandler des Split-Pi-Wandlers vorgegeben.
Ist UA höher als UB, so muss Synchronwandler A passiv arbeiten (oberer Schalter bleibt geschlossen) und die gewünschte Energieflussrichtung sowie deren Betrag wird durch das Pulsweitenverhältnis von Synchronwandler B vorgegeben, welcher aktiv arbeitet.
Ist UA kleiner als UB, so müssen die Synchronwandler genau umgekehrt arbeiten.

### Funktion des Zwischenkreiskondensators
Unabhängig von der Betriebsart des Wandlers ist immer ein Zwischenkreispuffer nötig. Schaltet ein Synchronwandler den oberen Schalter ab, so würde ohne Zwischenkreiskondensator ein Anschluss der Induktivität des anderen Synchronwandlers möglicherweise offenbleiben. Da der in der Induktivität eingeprägte Strom jedoch weiterfließen muss, würde die Spannung ohne Kondensator stark steigen oder fallen. Hierbei würden die Halbleiterschalter eventuell zerstört und es würde Energie verloren gehen. Der Zwischenkreiskondensator kann also nicht entfallen, sondern ist vielmehr ein Wesensmerkmal der Topologie. Er gestattet es, Energie zwischenzuspeichern, da seine Ladung mittels der beiden Synchronwandler gesteuert werden kann. Es ist also möglich, bei laufender Energieübertragung den Kondensator zu laden oder zu entladen. Damit kann der Wandler beispielsweise zeitweise wesentlich mehr Leistung abgeben als er aufnimmt. Das macht man sich zunutze, wenn man zum Beispiel kurzzeitig eine hohe Leistung benötigt, hierzu jedoch keinen hohen Strom zur Verfügung hat.
Durch den Zwischenkreiskondensator wird die Spannung bei jeglicher periodischer Stromunterbrechung der Synchronwandler aufrechterhalten. Die außenliegenden Induktivitäten führen hingegen kontinuierlich Strom, wodurch die Schaltstörungen von den benachbarten Baugruppen ferngehalten werden. Der Zwischenkreiskondensator fungiert als Pufferkondensator und dient als Stromquelle oder -senke.

## Anwendung und Vorteile
Der Vorteil dieses Gleichspannungswandlers ist neben der bidirektionalen Energieflussrichtung und der Unabhängigkeit der Spannungsgrenzen der Zwischenkreis-Kondensator, der Störungen puffert und Energie zwischenspeichern kann. Der Wandler eignet sich somit optimal für akkumulatorbetriebene Elektroantriebe, da die vom Elektromotor erzeugte Spannung beziehungsweise dessen Speisespannung für eine gewünschte Drehzahl sowohl kleiner als auch größer sein kann als die Akkuspannung. Durch die bidirektionale Energieflussrichtung ist auch der Bremsbetrieb (Rekuperation) des Elektromotors sowohl bei kleinen als auch bei großen Drehzahlen möglich. Dies alles wäre jedoch auch mit einem einfachen Pi-Wandler lösbar.
Der Hauptvorteil des Split-Pi-Wandlers ist bei dieser Anwendung vielmehr die Möglichkeit der Energiespeicherung, wenn hier als Zwischenkreiskondensator ein Doppelschichtkondensator eingesetzt wird. Doppelschichtkondensatoren können wesentlich höhere Momentanleistungen pro Speicherenergie abgeben als Akkumulatoren. Sie sind hingegen aufgrund ihrer Baugröße nicht in der Lage, hohe Energiemengen zu speichern, was wiederum der Akku bzw. die Traktionsbatterie kann. Traktionsbatterien leiden wiederum darunter, wenn hohe Ströme entnommen werden. Mittels des Split-Pi-Wandlers können sich beide Komponenten im Fahrzeug ergänzen. Beim Anfahren und Bremsen liefert bzw. speichert der Doppelschichtkondensator kurzzeitig bei hoher Leistung Energie, die dem Akku allmählich entnommen oder zugeführt wird.
Typische Anwendungen sind auch Busse im Stadtverkehr im Linienbetrieb, die über einen Hybridantrieb und Rekuperation verfügen.